# Pavel Mintjukov
Pavel Alekseevič Mintjukov (in russo Павел Алексеевич Минтюков?; trasl. angl. Pavel Alexeyevich Mintyukov; Mosca, 25 novembre 2003) è un hockeista su ghiaccio russo, difensore degli Anaheim Ducks (NHL).
Mintjukov è stato scelto con la 10ª scelta assoluta dagli stessi Ducks nel Draft 2022.

## Carriera professionistica

### Giovanili
Pavel Mintjukov muove i suoi primi passi nell'hockey su ghiaccio in Russia, entrando a far parte delle giovanili della Dinamo Mosca. Tuttavia, dopo una sola stagione disputata con la selezione Under-20 della Dynamo (MHC Dynamo Mosca) in campionato MHL, Mintjukov viene scelto dai Saginaw Spirit (OHL) con la 52ª scelta assoluta al 1° round del CHL Import Draft 2020 della CHL. Il 7 luglio 2020 Mintjukov firma il suo primo contratto professionistico proprio con gli Spirit; tuttavia, la sospensione delle attività della Ontario Hockey League dopo lo scoppio della pandemia di COVID-19 ritardano il suo debutto sul ghiaccio in terra canadese. Mintjukov torna in Canada nella stagione 2021-22, mettendosi subito in mostra per essere un difensore con fortissime doti offensive, segnando 17 reti e fornendo 45 assist in 67 partite di regular season. Grazie a queste prestazioni, Mintjukov viene inserito nel Third All-Star Team della OHL.
Mintjukov rimane agli Spirit anche nella prima parte della stagione 2022-23, segnando 16 reti e facendo registrare 38 assist in appena 37 partite. Quindi, il 10 gennaio 2023, gli Spirit cedono il difensore agli Ottawa 67's in cambio di nove scelte al draft. Per Mintjukov è l'ennesima ottima stagione: segna 24 reti e mette a referto 64 assist, venendo nominato per ben tre mesi consecutivi (dall'ottobre al dicembre 2022) miglior difensore del mese della OHL, per poi vincere il Max Kaminsky Trophy come miglior difensore della lega. Con le sue prestazioni aiuta gli Ottawa 67's a piazzarsi in testa alla classifica della OHL alla fine della regular season, vincendo l'Hamilton Spectator Trophy. Tuttavia, ai successivi playoff i 67's non vanno oltre il Second Round venendo eliminati dai Peterborough Petes.

### Anaheim Ducks
Mintjukov viene scelto dagli Anaheim Ducks con la 10ª scelta assoluta al 1° round del Draft 2022, per poi firmare il suo primo contratto NHL il 16 luglio 2022, siglando un entry-level contract triennale. Il suo debutto assoluto in NHL è della successiva stagione 2023-24, schierato nella terza coppia difensiva insieme a Ilya Lyubushkin, in una gara del 15 ottobre 2023 contro i Vegas Golden Knights (finita con una sconfitta per 4–1). Il primo goal di Mintjukov in NHL è invece del 16 ottobre 2023, in una vittoria per 6–3 contro i Carolina Hurricanes (segnando contro il goalie Antti Raanta).

## Palmarès

### Nazionale

#### World U-17 Hockey Challenge
- 1 medaglia:
  - 1 oro (Canada 2019)

### Individuale

#### OHL
- Third All-Star Team (2022)[16]